# 曹邁
曹邁（1501年—？年），字德仲，號鳳岡，四川省嘉定州榮縣人，明朝政治人物。

## 生平
嘉靖元年（1522年）壬午科四川鄉試第二十七名，嘉靖十一年（1532年）壬辰科會試第九十九名，廷試第三甲第十九名進士。觀戶部政，授行人，十三年十二月陞南京户科給事中，十七年升寧國府知府，升陝西副使，卒。

## 家族
曾祖曹伯琤；祖曹鼐，縣丞；父曹賞，訓導；母劉氏。重慶下。兄薦，弟彥；屏；庠；廊；迎；□。子履亨。